# Erica erina
Erica erina är en ljungväxtart som först beskrevs av Johann Friedrich Klotzsch och George Bentham, och fick sitt nu gällande namn av E.G.H. Oliver. Erica erina ingår i släktet klockljungssläktet, och familjen ljungväxter. Inga underarter finns listade i Catalogue of Life.